# Японія на зимових Паралімпійських іграх 2018
| Медалі за видами спорту | Медалі за видами спорту | Медалі за видами спорту | Медалі за видами спорту | Медалі за видами спорту |
| ----------------------- | ----------------------- | ----------------------- | ----------------------- | ----------------------- |
| Спорт                   | 1                       | 2                       | 3                       | Усього                  |
| Біатлон                 | 0                       | 0                       | 0                       | 0                       |
| Лижні гонки             | 0                       | 0                       | 0                       | 0                       |
| Гірськолижний спорт     | 2                       | 4                       | 2                       | 8                       |
| Сноуборд                | 1                       | 0                       | 1                       | 2                       |
| Хокей                   | 0                       | 0                       | 0                       | 0                       |

| Медалі за гендером | Медалі за гендером | Медалі за гендером | Медалі за гендером | Медалі за гендером |
| ------------------ | ------------------ | ------------------ | ------------------ | ------------------ |
| Гендер             | 1                  | 2                  | 3                  | Усього             |
| Жінки              | 1                  | 2                  | 2                  | 5                  |
| Чоловіки           | 2                  | 2                  | 1                  | 5                  |

| Медалі по днях | Медалі по днях | Медалі по днях | Медалі по днях | Медалі по днях | Медалі по днях | Медалі по днях |
| -------------- | -------------- | -------------- | -------------- | -------------- | -------------- | -------------- |
| День           | Дата           |                |                |                | Усього         |                |
| 1              | 10 березня     | 0              | 2              | 0              | 2              |                |
| 2              | 11 березня     | 0              | 0              | 1              | 1              |                |
| 3              | 12 березня     | 0              | 0              | 1              | 1              |                |
| 4              | 13 березня     | 0              | 0              | 1              | 1              |                |
| 5              | 14 березня     | 1              | 1              | 0              | 2              |                |
| 6              | 15 березня     | 0              | 0              | 0              | 0              |                |
| 7              | 16 березня     | 1              | 0              | 0              | 1              |                |
| 8              | 17 березня     | 1              | 0              | 0              | 1              |                |
| 9              | 18 березня     | 0              | 1              | 0              | 1              |                |

Японія на зимових Паралімпійських іграх 2018 у Пхьончхан, Південна Корея буде представлена 38 спортсменами. З 6 представлених на паралімпіаді видів спорту Японія виступатиме в біатлоні, лижних гонках, гірськолижному спорті, сноуборді та хокеї. Це 20-та участь Японії на Паралімпіаді.

## Медалі
| Медалі | Спортсмени     | Вид спорту          | Дисципліна                                  | Дата       |
| ------ | -------------- | ------------------- | ------------------------------------------- | ---------- |
| Золото | Йосіхіро Нітта | Гірськолижний спорт | 10 км, класичний спринт, стоячи (чоловіки)  | 17 березня |
| Золото | Ґуріму Наріта  | Сноубординг         | слалом (чоловіки)                           | 16 березня |
| Золото | Момока Мураока | Гірськолижний спорт | гігантський слалом, сидячи (жінки)          | 14 березня |
| Срібло | Момока Мураока | Гірськолижний спорт | слалом, сидячи (жінки)                      | 18 березня |
| Срібло | Тайкі Морії    | Гірськолижний спорт | швидкісний спуск, сидячи (чоловіки)         | 10 березня |
| Срібло | Момока Мураока | Гірськолижний спорт | швидкісний спуск, сидячи (жінки)            | 10 березня |
| Срібло | Йосіхіро Нітта | Гірськолижний спорт | 1,5 км, класичний спринт, стоячи (чоловіки) | 14 березня |
| Бронза | Момока Мураока | Гірськолижний спорт | супергігантський слалом, сидячи (жінки)     | 11 березня |
| Бронза | Ґуріму Наріта  | Сноубординг         | сноуборд-крос (чоловіки)                    | 12 березня |
| Бронза | Момока Мураока | Гірськолижний спорт | суперкомбінація, сидячи (жінки)             | 13 березня |

## Результати

### Біатлон

#### Чоловіки
| Атлети                              | Дисципліна            | Остаточний/Усього | Остаточний/Усього | Остаточний/Усього | Остаточний/Усього | Остаточний/Усього |
| Атлети                              | Дисципліна            | Час               | Різн.             | Промахи           | Результат         | Місце             |
| ----------------------------------- | --------------------- | ----------------- | ----------------- | ----------------- | ----------------- | ----------------- |
| Кеїті Сато                          | 7,5 км, стоячи        | 21:19.3           | +2:37.8           | 0+1               | 20:28.1           | 9                 |
| Кеїті Сато                          | 12,5 км, стоячи       | 43:56.7           | +7:02.8           | 0+1+2+1           | 42:11.2           | 9                 |
| Кеїті Сато                          | 15 км, стоячи         | 48:35.8           | +3:56.4           | 2+0+1+0           | 46:39.2           | 8                 |
| Кадзуто Такамура гайд: Юґеї Фудзіта | 7,5 км, з вадами зору | 29:17.0           | +6:43.6           | 1+1               | 25:46.2           | 15                |
| Кадзуто Такамура гайд: Юґеї Фудзіта | 15 км, з вадами зору  | 1:00:46.9         | +9:24.1           | 0+2+0+2           | 57:29.3           | 13                |
| Масару Хосідзава                    | 7,5 км, стоячи        | 24:56.8           | +6:15.3           | 1+3               | 23:56.9           | 17                |
| Масару Хосідзава                    | 12,5 км, стоячи       | 58:46.1           | +21:52.2          | 2+3+4+1           | 56:25.1           | 14                |
| Масару Хосідзава                    | 15 км, стоячи         | 52:11.5           | +7:32.1           | 1+0+2+1           | 54:06.2           | 13                |

#### Жінки
| Атлети           | Дисципліна      | Остаточний/Усього | Остаточний/Усього | Остаточний/Усього | Остаточний/Усього | Остаточний/Усього |
| Атлети           | Дисципліна      | Час               | Різн.             | Промахи           | Результат         | Місце             |
| ---------------- | --------------- | ----------------- | ----------------- | ----------------- | ----------------- | ----------------- |
| Юріка Абе        | 6 км, стоячи    | 20:33.6           | +2:33.5           | 0+0               | 19:31.9           | 9                 |
| Юріка Абе        | 10 км, стоячи   | 49:52.1           | +13:54.2          | 2+1+1+4           | 47:22.5           | 11                |
| Нонно Нітта      | 6 км, сидячи    | 30:33.5           | +6:15.7           | 1+1               | 27:30.2           | 13                |
| Нонно Нітта      | 12,5 км, сидячи | 1:12:01.1         | +16:48.7          | 0+0+1+0           | 1:05:49.0         | 13                |
| Момоко Декідзіма | 6 км, стоячи    | 22:00.5           | +4:00.4           | 1+2               | 20:54.5           | 13                |
| Момоко Декідзіма | 10 км, стоячи   | 48:10.0           | +12:12.1          | 2+1+2+4           | 45:45.5           | 9                 |
| Момоко Декідзіма | 12,5 км, стоячи | 43:11.0           | +2:11.2           | 1+2+0+2           | 46:01.5           | 9                 |

### Гірськолижний спорт

#### Чоловіки
| Атлети         | Дисципліна                      | Забіг 1 | Забіг 1 | Забіг 1 | Забіг 2 | Забіг 2 | Забіг 2 | Остаточний/Всього | Остаточний/Всього | Остаточний/Всього |
| Атлети         | Дисципліна                      | Час     | Різн.   | Місце   | Час     | Різн.   | Місце   | Час               | Різн.             | Місце             |
| -------------- | ------------------------------- | ------- | ------- | ------- | ------- | ------- | ------- | ----------------- | ----------------- | ----------------- |
| Кохеї Такахасі | гігантський слалом, стоячи      | 1:15.43 | +9.73   | 28      | 1:16.21 | +10.77  | 23      | 2:31.64           | +19.17            | 21                |
| Кохеї Такахасі | слалом, стоячи                  | 1:00.06 | +11.55  | 18      | 58.31   | +10.89  | 18      | 1:58.37           | +22.26            | 17                |
| Акіра Кано     | швидкісний спуск, сидячи        | Н/Д     | Н/Д     | Н/Д     | Н/Д     | Н/Д     | Н/Д     | DNF               | DNF               | DNF               |
| Акіра Кано     | супергігантський слалом, сидячи | Н/Д     | Н/Д     | Н/Д     | Н/Д     | Н/Д     | Н/Д     | 1:27.45           | +1.62             | 5                 |
| Акіра Кано     | суперкомбінація, сидячи         | 1:26.91 | +2.19   | 4       | DSQ     | DSQ     | DSQ     | DSQ               | DSQ               | DSQ               |
| Акіра Кано     | гігантський слалом, сидячи      | 1:09.28 | +2.98   | 4       | 1:08.84 | +2.87   | 8       | 2:18.12           | +4.67             | 5                 |
| Акіра Кано     | слалом, сидячи                  | DNF     | DNF     | DNF     | DNF     | DNF     | DNF     | DNF               | DNF               | DNF               |
| Ґакута Коїке   | швидкісний спуск, стоячи        | Н/Д     | Н/Д     | Н/Д     | Н/Д     | Н/Д     | Н/Д     | DNF               | DNF               | DNF               |
| Ґакута Коїке   | супергігантський слалом, стоячи | Н/Д     | Н/Д     | Н/Д     | Н/Д     | Н/Д     | Н/Д     | 1:35.12           | +10.29            | 27                |
| Ґакута Коїке   | суперкомбінація, стоячи         | 1:38.64 | +13.74  | 21      | 56.35   | +11.41  | 14      | 2:34.99           | +24.43            | 14                |
| Ґакута Коїке   | гігантський слалом, стоячи      | 1:13.29 | +7.59   | 24      | 1:13.09 | +7.65   | 19      | 2:26.38           | +13.91            | 18                |
| Ґакута Коїке   | слалом, стоячи                  | 1:01.16 | +12.65  | 20      | 57.47   | 10.05   | 16      | 1:58.63           | +22.52            | 18                |
| Хіраку Місава  | швидкісний спуск, стоячи        | Н/Д     | Н/Д     | Н/Д     | Н/Д     | Н/Д     | Н/Д     | 1:31.23           | +5.78             | 15                |
| Хіраку Місава  | супергігантський слалом, стоячи | Н/Д     | Н/Д     | Н/Д     | Н/Д     | Н/Д     | Н/Д     | 1:31.04           | +6.21             | 15                |
| Хіраку Місава  | суперкомбінація, стоячи         | 1:30.38 | +5.48   | 15      | 51.47   | +6.53   | 12      | 2:21.85           | +11.29            | 12                |
| Хіраку Місава  | гігантський слалом, стоячи      | DNF     | DNF     | DNF     | DNF     | DNF     | DNF     | DNF               | DNF               | DNF               |
| Хіраку Місава  | слалом, стоячи                  | DNF     | DNF     | DNF     | DNF     | DNF     | DNF     | DNF               | DNF               | DNF               |
| Таїкі Морії    | швидкісний спуск, сидячи        | Н/Д     | Н/Д     | Н/Д     | Н/Д     | Н/Д     | Н/Д     | 1:25.75           | +1.64             | 2                 |
| Таїкі Морії    | супергігантський слалом, сидячи | Н/Д     | Н/Д     | Н/Д     | Н/Д     | Н/Д     | Н/Д     | 1:27.70           | +1.87             | 8                 |
| Таїкі Морії    | суперкомбінація, сидячи         | DNF     | DNF     | DNF     | DNF     | DNF     | DNF     | DNF               | DNF               | DNF               |
| Таїкі Морії    | гігантський слалом, сидячи      | DNF     | DNF     | DNF     | DNF     | DNF     | DNF     | DNF               | DNF               | DNF               |
| Таїкі Морії    | слалом, сидячи                  | 51.55   | +3.15   | 5       | 50.73   | +0.23   | 4       | 1:42.28           | +2.46             | 4                 |
| Кендзі Нацуме  | швидкісний спуск, сидячи        | Н/Д     | Н/Д     | Н/Д     | Н/Д     | Н/Д     | Н/Д     | DNF               | DNF               | DNF               |
| Кендзі Нацуме  | супергігантський слалом, сидячи | Н/Д     | Н/Д     | Н/Д     | Н/Д     | Н/Д     | Н/Д     | DNF               | DNF               | DNF               |
| Кендзі Нацуме  | суперкомбінація, сидячи         | 1:32.28 | +7.56   | 17      | 58.65   | +12.61  | 13      | 2:30.93           | +19.34            | 13                |
| Кендзі Нацуме  | гігантський слалом, сидячи      | 1:11.45 | +5.15   | 13      | 1:11.78 | +5.81   | 15      | 2:23.23           | +9.78             | 13                |
| Кендзі Нацуме  | слалом, сидячи                  | DNF     | DNF     | DNF     | DNF     | DNF     | DNF     | DNF               | DNF               | DNF               |
| Такесі Судзукі | швидкісний спуск, сидячи        | Н/Д     | Н/Д     | Н/Д     | Н/Д     | Н/Д     | Н/Д     | 1:27.53           | +3.42             | 9                 |
| Такесі Судзукі | супергігантський слалом, сидячи | Н/Д     | Н/Д     | Н/Д     | Н/Д     | Н/Д     | Н/Д     | 1:29.41           | +3.58             | 13                |
| Такесі Судзукі | суперкомбінація, сидячи         | 1:28.65 | +3.93   | 9       | 47.02   | +0.98   | 2       | 2:15.67           | +4.08             | 4                 |
| Такесі Судзукі | гігантський слалом, сидячи      | 1:09.90 | +3.60   | 6       | 1:07.90 | +1.93   | 5       | 2:17.80           | +4.35             | 4                 |
| Такесі Судзукі | слалом, сидячи                  | DNF     | DNF     | DNF     | DNF     | DNF     | DNF     | DNF               | DNF               | DNF               |

#### Жінки
| Атлети         | Дисципліна                      | Забіг 1 | Забіг 1 | Забіг 1 | Забіг 2 | Забіг 2 | Забіг 2 | Остаточний/Всього | Остаточний/Всього | Остаточний/Всього |
| Атлети         | Дисципліна                      | Час     | Різн.   | Місце   | Час     | Різн.   | Місце   | Час               | Різн.             | Місце             |
| -------------- | ------------------------------- | ------- | ------- | ------- | ------- | ------- | ------- | ----------------- | ----------------- | ----------------- |
| Аммі Хондо     | супергігантський слалом, стоячи | Н/Д     | Н/Д     | Н/Д     | Н/Д     | Н/Д     | Н/Д     | DNF               | DNF               | DNF               |
| Аммі Хондо     | суперкомбінація, стоячи         | 1:46.65 | +13.62  | 12      | 1:08.54 | +11.19  | 9       | 2:55.19           | +22.49            | 10                |
| Аммі Хондо     | гігантський слалом, стоячи      | 1:25.12 | +13.08  | 14      | 1:20.26 | +9.38   | 12      | 2:45.38           | +22.46            | 13                |
| Аммі Хондо     | слалом, стоячи                  | 1:05.76 | +10.58  | 8       | 1:08.13 | +7.85   | 8       | 2:13.89           | +18.43            | 8                 |
| Момока Мураока | швидкісний спуск, сидячи        | Н/Д     | Н/Д     | Н/Д     | Н/Д     | Н/Д     | Н/Д     | 1:34.75           | +1.49             | 2                 |
| Момока Мураока | супергігантський слалом, сидячи | Н/Д     | Н/Д     | Н/Д     | Н/Д     | Н/Д     | Н/Д     | 1:36.10           | +1.34             | 3                 |
| Момока Мураока | суперкомбінація, сидячи         | 1:30.89 | +0.32   | 2       | 59.36   | +4.17   | 2       | 2:30.25           | +2.66             | 3                 |
| Момока Мураока | гігантський слалом, сидячи      | 1:13.47 | —       | 1       | 1:13.06 | +0.13   | 2       | 2:26.53           | —                 | 1                 |
| Момока Мураока | слалом, сидячи                  | 57.22   | +1.86   | 2       | 1:03.97 | +3.51   | 3       | 2:01.19           | +5.37             | 2                 |

### Лижні перегони

#### Чоловіки
| Атлети                              | Дисципліна                              | Кваліфікація | Кваліфікація | Кваліфікація | Півфінал                | Півфінал                | Фінал                   | Фінал                   | Фінал                   |
| Атлети                              | Дисципліна                              | Час          | Результат    | Місце        | Результат               | Місце                   | Час                     | Результат               | Місце                   |
| ----------------------------------- | --------------------------------------- | ------------ | ------------ | ------------ | ----------------------- | ----------------------- | ----------------------- | ----------------------- | ----------------------- |
| Кеїґо Івамото                       | 1,5 км, класичний спринт, стоячи        | 4:50.07      | 4:12.36      | 18           | Не пройшов кваліфікацію | Не пройшов кваліфікацію | Не пройшов кваліфікацію | Не пройшов кваліфікацію | Не пройшов кваліфікацію |
| Кеїґо Івамото                       | 10 км, класичний спринт, стоячи         | Н/Д          | Н/Д          | Н/Д          | Н/Д                     | Н/Д                     | 32:26.4                 | 28:13.4                 | 18                      |
| Таїкі Кавайоке                      | 20 км, стоячи                           | Н/Д          | Н/Д          | Н/Д          | Н/Д                     | Н/Д                     | 57:57.1                 | 50:59.8                 | 9                       |
| Таїкі Кавайоке                      | 1,5 км, класичний спринт, стоячи        | 4:35.58      | 3:40.46      | 5 Q          | 5:09.4                  | 5                       | Не пройшов              | Не пройшов              | Не пройшов              |
| Таїкі Кавайоке                      | 10 км, класичний спринт, стоячи         | Н/Д          | Н/Д          | Н/Д          | Н/Д                     | Н/Д                     | 32:17.4                 | 25:49.9                 | 10                      |
| Йосіхіро Нітта                      | 1,5 км, класичний спринт, стоячи        | 4:00.37      | 3:38.74      | 2 Q          | 4:50.5                  | 1 Q                     | 4:20.5                  | 4:20.5                  | 2                       |
| Йосіхіро Нітта                      | 10 км, класичний спринт, стоячи         | Н/Д          | Н/Д          | Н/Д          | Н/Д                     | Н/Д                     | 26:29.9                 | 24:06.8                 | 1                       |
| Кеїті Сато                          | 10 км, класичний спринт, стоячи         | Н/Д          | Н/Д          | Н/Д          | Н/Д                     | Н/Д                     | 28:26.9                 | 25:53.3                 | 11                      |
| Кадзуто Такамура гайд: Юґеї Фудзіта | 1,5 км, класичний спринт, з вадами зору | 5:02.08      | 4:25.83      | 15           | Не пройшов кваліфікацію | Не пройшов кваліфікацію | Не пройшов кваліфікацію | Не пройшов кваліфікацію | Не пройшов кваліфікацію |
| Кадзуто Такамура гайд: Юґеї Фудзіта | 10 км, класичний спринт, з вадами зору  | Н/Д          | Н/Д          | Н/Д          | Н/Д                     | Н/Д                     | 32:32.5                 | 28:38.2                 | 11                      |
| Масару Хосідзава                    | 1,5 км, класичний спринт, стоячи        | 4:45.76      | 4:20.04      | 19           | Не пройшов кваліфікацію | Не пройшов кваліфікацію | Не пройшов кваліфікацію | Не пройшов кваліфікацію | Не пройшов кваліфікацію |

#### Жінки
| Атлети           | Дисципліна                       | Кваліфікація | Кваліфікація | Кваліфікація | Півфінал                | Півфінал                | Фінал                   | Фінал                   | Фінал                   |
| Атлети           | Дисципліна                       | Час          | Результат    | Місце        | Результат               | Місце                   | Час                     | Результат               | Місце                   |
| ---------------- | -------------------------------- | ------------ | ------------ | ------------ | ----------------------- | ----------------------- | ----------------------- | ----------------------- | ----------------------- |
| Юріка Абе        | 1,5 км, класичний спринт, стоячи | 5:21.30      | 4:49.17      | 13           | Не пройшла кваліфікацію | Не пройшла кваліфікацію | Не пройшла кваліфікацію | Не пройшла кваліфікацію | Не пройшла кваліфікацію |
| Юріка Абе        | 7,5 км, стоячи                   | Н/Д          | Н/Д          | Н/Д          | Н/Д                     | Н/Д                     | 27:48.6                 | 25:01.7                 | 13                      |
| Момоко Декідзіма | 15 км, стоячи                    | Н/Д          | Н/Д          | Н/Д          | Н/Д                     | Н/Д                     | 58:55.0                 | 55:58.3                 | 7                       |
| Момоко Декідзіма | 7,5 км, стоячи                   | Н/Д          | Н/Д          | Н/Д          | Н/Д                     | Н/Д                     | 27:44.0                 | 24:57.6                 | 12                      |
| Нонно Нітта      | 1,1 км, спринт, сидячи           | 4:49.54      | 4:20.59      | 21           | Не пройшла кваліфікацію | Не пройшла кваліфікацію | Не пройшла кваліфікацію | Не пройшла кваліфікацію | Не пройшла кваліфікацію |
| Нонно Нітта      | 5 км, сидячи                     | Н/Д          | Н/Д          | Н/Д          | Н/Д                     | Н/Д                     | 25:13.7                 | 25:13.7                 | 21                      |

#### Естафета
| Спортсмени                                               | Дисципліна                  | Фінал   | Фінал |
| Спортсмени                                               | Дисципліна                  | Час     | Місце |
| -------------------------------------------------------- | --------------------------- | ------- | ----- |
| Йосіхіро Нітта Момоко Декідзіма Юріка Абе Таїкі Кавайоке | змішана естафета 4 x 2,5 км | 25:48.0 | 4     |

### Сноуборд

#### Сноуборд-крос
| Атлети        | Дисципліна            | Кваліфікація | Кваліфікація | Кваліфікація | Кваліфікація | Кваліфікація        | Кваліфікація | 1/8                           | 1/4                         | 1/2                       | Фінал                        | Фінал      |
| Атлети        | Дисципліна            | Спуск 1      | Спуск 1      | Спуск 2      | Спуск 2      | Найкращий результат | М            | 1/8                           | 1/4                         | 1/2                       | Фінал                        | Фінал      |
| Атлети        | Дисципліна            | Час          | Місце        | Час          | Місце        | Найкращий результат | М            | Поз.                          | Поз.                        | Поз.                      | Поз.                         | Місце      |
| ------------- | --------------------- | ------------ | ------------ | ------------ | ------------ | ------------------- | ------------ | ----------------------------- | --------------------------- | ------------------------- | ---------------------------- | ---------- |
| Ацусі Ямамото | сноуборд-крос, SB-LL1 | 1:31.71      | 12 Q         | Н/Д          | Н/Д          | 1:31.71             | 12           | Майк Шульц (USA) · поразка    | Не пройшов                  | Не пройшов                | Не пройшов                   | Не пройшов |
| Даїчі Оґурі   | сноуборд-крос, SB-LL1 | 1:09.93      | 7            | Н/Д          | Н/Д          | 1:09.93             | 7 Q          | Андре Цинтра (BRA) · перемога | Кріс Вос (NED) · поразка    | Не пройшов                | Не пройшов                   | Не пройшов |
| Ґуріму Наріта | сноуборд-крос, SB-LL2 | 58.21        | 1            | DNS          | DNS          | 58.21               | 1 Q          | Кім Юнхо (KOR) · перемога     | Джон Леслі (CAN) · перемога | Кіт Габел (USA) · поразка | Еван Стронг (USA) · перемога | 3          |

#### Слалом
| Спортсмен     | Дисипліна      | Спуск 1 | Спуск 1 | Спуск 2 | Спуск 2 | Спуск 3 | Спуск 3 | Найкращий результат | Найкращий результат |
| Спортсмен     | Дисипліна      | Час     | Місце   | Час     | Місце   | Час     | Місце   | Час                 | Місце               |
| ------------- | -------------- | ------- | ------- | ------- | ------- | ------- | ------- | ------------------- | ------------------- |
| Ацусі Ямамото | слалом, SB-LL1 | DSQ     | DSQ     | DNF     | DNF     | DNF     | DNF     | DNF                 | DNF                 |
| Даїчі Оґурі   | слалом, SB-LL1 | 1:00.16 | 5       | DSQ     | DSQ     | 58.4    | 4       | 58.47               | 6                   |
| Ґуріму Наріта | слалом, SB-LL2 | 50.17   | 1       | 49.61   | 1       | 48.68   | 1       | 48.68               | 1                   |

### Хокей
Попередній раунд (Група B)
| Поз | Команда            | М | В | ВО | ПО | П | ГЗ | ГП | Різ | О | Кваліфікація           |
| --- | ------------------ | - | - | -- | -- | - | -- | -- | --- | - | ---------------------- |
| 1   | Південна Корея (H) | 3 | 1 | 1  | 0  | 1 | 7  | 11 | −4  | 5 | Півфінал               |
| 2   | Чехія              | 3 | 1 | 0  | 1  | 1 | 5  | 13 | −8  | 4 | Півфінал               |
| 3   | США                | 3 | 3 | 0  | 0  | 0 | 28 | 0  | +28 | 9 | 5–8-мі місця півфіналу |
| 4   | Японія             | 3 | 0 | 0  | 0  | 3 | 1  | 17 | −16 | 0 | 5–8-мі місця півфіналу |

| 10 березня 2018 15:30 (UTC+9) | Південна Корея | 4–1 (0–0, 1–0, 3–1) | Японія | Хокейний центр Каннин 6 022 глядачів |

| звіт                                                                         | звіт                | звіт                       | звіт            | звіт                                                  |
| ---------------------------------------------------------------------------- | ------------------- | -------------------------- | --------------- | ----------------------------------------------------- |
|                                                                              |                     |                            |                 |                                                       |
|                                                                              | Ю Ман Гюн           | Воротарі                   | Сінобу Фукусіма | суддя: Ове Лютче Лінійні Судді: Метт Кларк Леон Веслі |
|                                                                              | голи:               |                            |                 | суддя: Ове Лютче Лінійні Судді: Метт Кларк Леон Веслі |
| Чан Тон Сін (21:08) Чон Син Хван (30:51) Чо Йон Че (35:56) Лі Хе Ман (40:31) | 1–0 2–0 3–0 4–0 4–1 | Кадзухіро Таканасі (42:53) |                 | суддя: Ове Лютче Лінійні Судді: Метт Кларк Леон Веслі |
|                                                                              |                     |                            |                 | суддя: Ове Лютче Лінійні Судді: Метт Кларк Леон Веслі |
|                                                                              |                     |                            |                 | суддя: Ове Лютче Лінійні Судді: Метт Кларк Леон Веслі |
|                                                                              |                     |                            |                 | суддя: Ове Лютче Лінійні Судді: Метт Кларк Леон Веслі |
| 12 хв                                                                        | Штраф               | 14 хв                      |                 | суддя: Ове Лютче Лінійні Судді: Метт Кларк Леон Веслі |
|                                                                              |                     |                            |                 |                                                       |
|                                                                              | 24                  | кидки                      | 7               |                                                       |

| 11 березня 2018 12:00 (UTC+9) | США | 10-0 (3–0, 6–0, 1–0) | Японія | Хокейний центр Каннин 5 435 глядачів |

| звіт | звіт                                     | звіт     | звіт                             | звіт                                                       |
| --- | ---------------------------------------- | -------- | -------------------------------- | ---------------------------------------------------------- |
| |                                          |          |                                  |                                                            |
| | Джен Лі                                  | Воротарі | Сінобу Фукусіма Кадзуя Мотідзукі | суддя: Крістіян Ніколіч Лінійні Судді: Метт Кларк Хан Йоль |
| | голи:                                    |          |                                  | суддя: Крістіян Ніколіч Лінійні Судді: Метт Кларк Хан Йоль |
| Кевін Маккі (1:01) Броуді Ройбаль (4:34) Ной Грув (12:26) Нікко Ландерос (20:25) Деклан Фармер (20:55) Люк Макдермотт (23:20) Ріко Роман (23:54) Броуді Ройбаль (24:02) Броуді Ройбаль (24:49) Джек Воллес (38:25) | 1–0 2–0 3–0 4–0 5–0 6–0 7–0 8–0 9–0 10–0 |          |                                  | суддя: Крістіян Ніколіч Лінійні Судді: Метт Кларк Хан Йоль |
| |                                          |          |                                  | суддя: Крістіян Ніколіч Лінійні Судді: Метт Кларк Хан Йоль |
| |                                          |          |                                  | суддя: Крістіян Ніколіч Лінійні Судді: Метт Кларк Хан Йоль |
| |                                          |          |                                  | суддя: Крістіян Ніколіч Лінійні Судді: Метт Кларк Хан Йоль |
| 2 хв | Штраф                                    | 4 хв     |                                  | суддя: Крістіян Ніколіч Лінійні Судді: Метт Кларк Хан Йоль |
| |                                          |          |                                  |                                                            |
| | 24                                       | кидки    | 2                                |                                                            |

| 13 березня 2018 19:00 (UTC+9) | Чехія | 3–0 (0–0, 1–0, 2–0) | Японія | Хокейний центр Каннин 4 569 глядачів |

| звіт                                                            | звіт          | звіт     | звіт            | звіт                                                            |
| --------------------------------------------------------------- | ------------- | -------- | --------------- | --------------------------------------------------------------- |
|                                                                 |               |          |                 |                                                                 |
|                                                                 | Міхал Вапенка | Воротарі | Сінобу Фукусіма | суддя: Джонатан Моррісон Лінійні Судді: Хан Йоль Андреас Лунден |
|                                                                 | голи:         |          |                 | суддя: Джонатан Моррісон Лінійні Судді: Хан Йоль Андреас Лунден |
| Павел Кубеш (27:26) Зденек Шафранек (33:11) Павел Кубеш (44:42) | 1–0 2–0 3–0   |          |                 | суддя: Джонатан Моррісон Лінійні Судді: Хан Йоль Андреас Лунден |
|                                                                 |               |          |                 | суддя: Джонатан Моррісон Лінійні Судді: Хан Йоль Андреас Лунден |
|                                                                 |               |          |                 | суддя: Джонатан Моррісон Лінійні Судді: Хан Йоль Андреас Лунден |
|                                                                 |               |          |                 | суддя: Джонатан Моррісон Лінійні Судді: Хан Йоль Андреас Лунден |
| 4 хв                                                            | Штраф         | 4 хв     |                 | суддя: Джонатан Моррісон Лінійні Судді: Хан Йоль Андреас Лунден |
|                                                                 |               |          |                 |                                                                 |
|                                                                 | 11            | кидки    | 5               |                                                                 |

5-8 місце. Півфінал
| 14 березня 2018 20:00 (UTC+9) | Норвегія | 6–1 (2–0, 3–1, 1–0) | Японія | Хокейний центр Каннин 3 919 глядачів |

| звіт | звіт                        | звіт                       | звіт                             | звіт                                                        |
| --- | --------------------------- | -------------------------- | -------------------------------- | ----------------------------------------------------------- |
| |                             |                            |                                  |                                                             |
| | Кехель Крістіан Хамар       | Воротарі                   | Сінобу Фукусіма Кадзуя Мотідзукі | суддя: Джонатан Моррісон Лінійні Судді: Ян Ванек Леон Веслі |
| | голи:                       |                            |                                  | суддя: Джонатан Моррісон Лінійні Судді: Ян Ванек Леон Веслі |
| Аудун Бакке (02:25) Рольф Педерсен (09:37) Магнус Бель (18:34) Рольф Педерсен (18:55) Аудун Бакке (20:02) Рольф Педерсен (35:28) | 1–0 2–0 2–1 3–1 4–1 5–1 6–1 | Кадзухіро Такахасі (18:20) |                                  | суддя: Джонатан Моррісон Лінійні Судді: Ян Ванек Леон Веслі |
| |                             |                            |                                  | суддя: Джонатан Моррісон Лінійні Судді: Ян Ванек Леон Веслі |
| |                             |                            |                                  | суддя: Джонатан Моррісон Лінійні Судді: Ян Ванек Леон Веслі |
| |                             |                            |                                  | суддя: Джонатан Моррісон Лінійні Судді: Ян Ванек Леон Веслі |
| 0 хв | Штраф                       | 4 хв                       |                                  | суддя: Джонатан Моррісон Лінійні Судді: Ян Ванек Леон Веслі |
| |                             |                            |                                  |                                                             |
| | 14                          | кидки                      | 6                                |                                                             |

Матч за 7 місце
| 16 березня 2018 16:00 (UTC+9) | Швеція | 1–5 (0–1, 1–2, 0–2) | Японія | Хокейний центр Каннин 5 979 глядачів |

| звіт                       | звіт                    | звіт | звіт          | звіт                                                |
| -------------------------- | ----------------------- | --- | ------------- | --------------------------------------------------- |
|                            |                         | |               |                                                     |
|                            | Сінобу Фукусіма         | Воротарі | Ульф Нільссон | суддя: Ове Лютче Лінійні Судді: Ян Ванек Леон Веслі |
|                            | голи:                   | |               | суддя: Ове Лютче Лінійні Судді: Ян Ванек Леон Веслі |
| Кадзухіро Такахасі (16:25) | 0–1 1–1 1–2 1–3 1–4 1–5 | Максіміліан Гіллстен (00:52) Ніклас Інгварссон (19:19) Каспері (27:33) Маркус Гольм (37:24) Ніклас Інгварссон (44:17) |               | суддя: Ове Лютче Лінійні Судді: Ян Ванек Леон Веслі |
|                            |                         | |               | суддя: Ове Лютче Лінійні Судді: Ян Ванек Леон Веслі |
|                            |                         | |               | суддя: Ове Лютче Лінійні Судді: Ян Ванек Леон Веслі |
|                            |                         | |               | суддя: Ове Лютче Лінійні Судді: Ян Ванек Леон Веслі |
| 4 хв                       | Штраф                   | 4 хв |               | суддя: Ове Лютче Лінійні Судді: Ян Ванек Леон Веслі |
|                            |                         | |               |                                                     |
|                            | 10                      | кидки | 14            |                                                     |

#### Склад збірної
- Мікіо Аннака (Tokyo Ice Burns)
- Хадеакі Ісій (Tokyo Ice Barnes)
- Дайсуке Уєхара (Tokyo Ice Burns)
- Кумаґай Масахара (Nagano Thunderbirds)
- Кодама Нао (Tokyo Ice Burns)
- Йосіхіро Сіоя (Nagano Thunderbirds)
- Сіба Таймакі (Tokyo Ice Burns)
- Сатору Судо (Hokkaido Bears) (капітан)
- Кадзухіро Такахасі (Tokyo Ice Burns)
- Накамура Тосіюкі (Nagano Thunderbirds)
- Кейсуке Намбуку (Tokyo Ice Burns)
- Хіросе Сусуму (Hokkaido Bears)
- Сінобу Фукусіма (Nagano Thunderbirds)
- Хоріє Ара (Nagano Thunderbirds)
- Еїдзі Масава (Hokkaido Bears)
- Кадзуя Мотідзукі (Nagano Thunderbirds)
- Мамору Йосікава (Nagano Thunderbirds)